# Kuh-i-Taftán
Kuh-i-Taftán o, simplemente, Taftán (en persa: تفتان Taftân) es un estratovolcán erosionado en la provincia de Sistán y Beluchistán, sureste de Irán. Con casi 4000 metros de altitud, es la montaña más alta del sureste de Irán. La ciudad más cercana es Khash. Taftán es una palabra persa que significa "El lugar de calor".
Es un volcán inactivo, sin embargo emite gases sulfurosos a través de fumarolas en su cumbre. Se sube al pico normalmente desde el lado oeste donde se ha construido un refugio bien equipado. Soplan vientos muy fuertes en esta montaña. Es difícil ascenderla en invierno debido al frío extremo y los vientos que también hacen que la nieve que cubre el pico se hiele y quede muy dura.